# Narcine ornata
Raie électrique ornée
Espèce
Statut de conservation UICN

LC : Préoccupation mineure
La Raie électrique ornée, Narcine ornata, fait partie de la famille des Narcinidae. Elle fut découverte en 2008 par Carvalho. Un individu adulte mesure au minimum 24 cm de long. Sa face dorsale est blanche à brunâtre pâle, parsemée de taches brun foncé au pattern variable. Sa face ventrale est uniformément blanc crème.
Cette espèce possède une aire de répartition restreinte dans l’océan Pacifique Ouest central, plus précisément au Nord de l’Australie. Elle est d’ailleurs endémique de cette région. Cette raie électrique est une espèce benthique fréquentant la pleine mer et les plateaux continentaux intermédiaires à des profondeurs comprises entre 45 et 130 mètres.
L’espèce est catégorisée comme espèce au statut « Préoccupation mineure » (LC) par l’UICN,.